# Acquebone
Acquebone is een plaats (frazione) in de Italiaanse gemeente Artogne.